# Gaubertin
Gaubertin är en kommun i departementet Loiret i regionen Centre-Val de Loire strax norr Frankrikes mitt. Kommunen ligger i kantonen Beaune-la-Rolande som tillhör arrondissementet Pithiviers. År 2022 hade Gaubertin 251 invånare.

## Befolkningsutveckling
Antalet invånare i kommunen Gaubertin
| Referens: INSEE |